# Nemoraea fasciata
Nemoraea fasciata là một loài ruồi trong họ Tachinidae.